# 小熊孝次
小熊 孝次（こぐま こうじ、1918年12月18日 - 2015年7月6日）は、日本の大蔵官僚、銀行家。神奈川銀行頭取、会長を務めた。北海道出身。

## 経歴
1939年に東京帝国大学法学部政治学科を卒業し、同年に大蔵省に入省。
東京税関長、会計検査院参事官などを経て、1970年2月に会計検査院事務総局次長に就任。1971年10月に住宅金融公庫理事に就任し、1972年8月から1977年11月までに副総裁を務めた。1977年12月に神奈川相互銀行社長に就任し、1989年4月には神奈川銀行頭取に就任。1989年6月から会長を務めた。
1990年4月に勲二等瑞宝章を受章。
2015年7月6日病気のために死去。96歳没。